# Teodorico II (Merovingi)
Teodorico II (587 – Metz, 613) è stato un re franco della dinastia dei merovingi che, dal 595 alla morte, regnò sulla Borgogna e, dal 612, anche sull'Austrasia e sull'Aquitania.

## Origine
Era il figlio maschio secondogenito del re dei Franchi dell'Austrasia, Childeberto II – l'unico figlio maschio del re dei Franchi dell'Austrasia, Sigeberto I e di Brunechilde, la figlia secondogenita del re dei visigoti Atanagildo e di Gosvinta dei Balti (?-589), molto probabilmente, figlia del re Amalarico, ultimo sovrano della dinastia dei Balti – e di Faileuba che il vescovo Gregorio di Tours (536 – 597), cita, senza però precisarne gli ascendenti

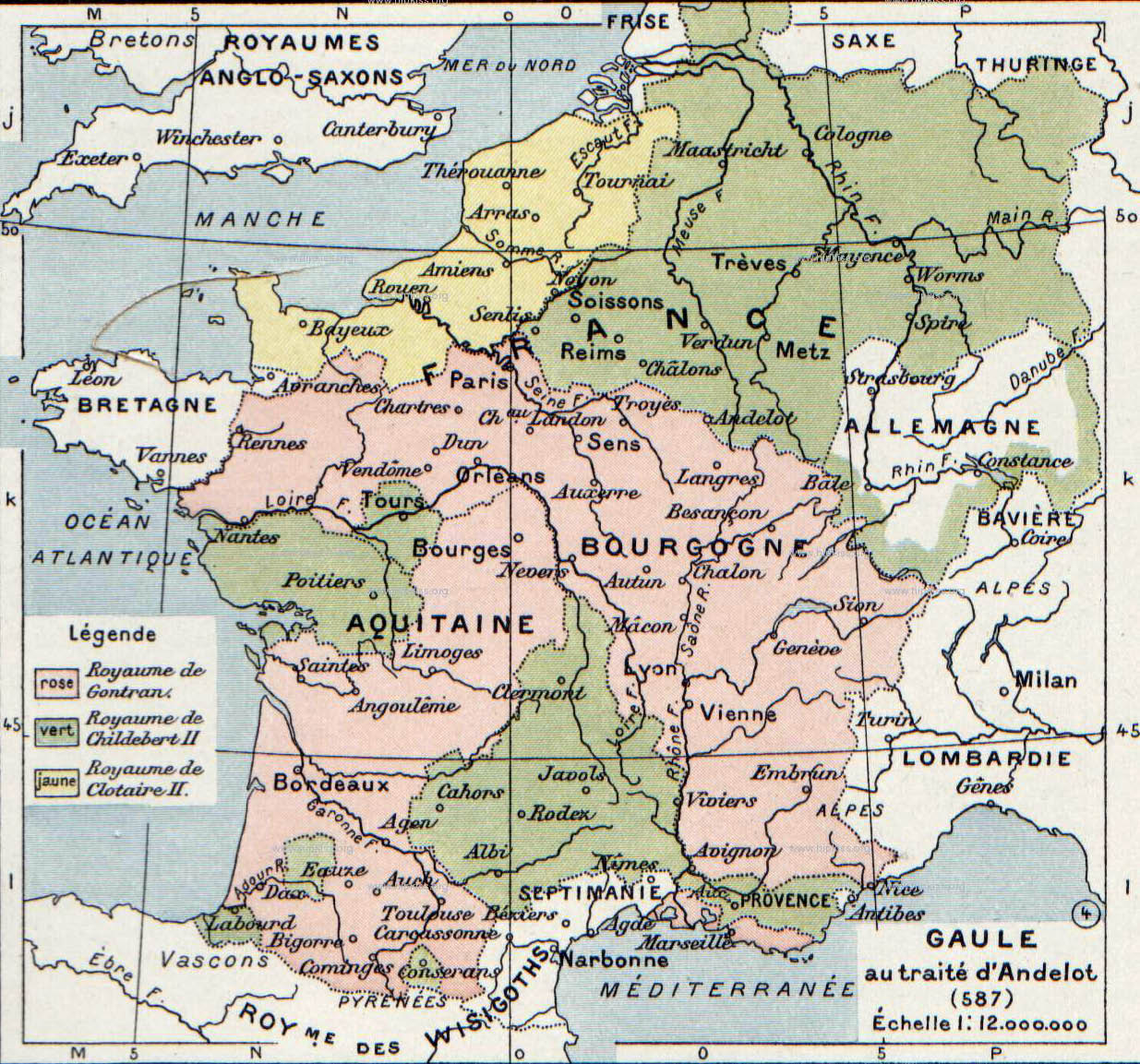
Il regno dei Franchi, nel 587. Nel 595, il regno di Burgundia (colorato in rosa) fu ereditato da Teodorico II.

## Biografia
La nascita di Teodorico è ricordata sia nelle cronache di Gregorio Tours, che in quella di Fredegario.
I genitori, il re d'Austrasia e di Burgundia, Childeberto II e la moglie, Faileuba, nel 595, morirono assieme, a quanto si dice, per avvelenamento, il fratello Teodeberto, di dieci anni, e Teodorico, di nove, divennero rispettivamente re d'Austrasia e re di Burgundia, entrambi sotto la reggenza della nonna Brunechilde, che dovette fronteggiare una minaccia di invasione degli Avari, che avevano invaso la Turingia e che, secondo Paolo Diacono, furono convinti a rientrare in Pannonia, dopo che era stato loro pagato un tributo in denaro.
Teodeberto II si era insediato a Metz, assieme alla nonna, e governò sotto la guida della nonna, che, da Metz, governava anche la Burgundia, per conto di Teodorico II, che si era insediato a Orleans.

### La guerra contro la Neustria
Tra Brunechilde e Fredegonda (reggente per Clotario II del regno di Neustria) si riaprì il conflitto iniziato nel 568, quando Fredegonda aveva fatto uccidere la sorella di Brunechilde, Galsuinda.
 Fredegonda e Clotario II, nel 596, occuparono Parigi, poi marciarono contro Teodorico II e Teodeberto II, su cui riportarono una chiara vittoria nello scontro, avvenuto nel bosco di Leucofao (vicino al paese di Dizy-le-Gros).
Nel 599, quando Brunechilde venne cacciata dal regno di Austrasia da un gruppo di nobili rivoltosi e fu costretta a lasciare Metz e Teodebaldo e a riparare in Borgogna da Teodorico.
Clotario II che intanto era rimasto orfano di Fredegonda (597) fu facilmente vinto presso Dormelles (600) dalle truppe di Teodeberto e Teodorico.
Nel 602, assieme al fratello sconfissero i Vasconi, rendendoli loro tributari.
Sotto la spinta della nonna, Teodorico nel 604 sbaragliò presso Étampes le truppe di Clotario, liberò Orléans assediata e occupò Parigi, ma non riuscì ad eliminare Clotario, in cui aiuto era giunto Teodeberto II con l'onerosa pace di Compiègne, che Clotario fu costretto ad accettare, salvando il suo esercito e rientrando in patria.

### Gli scontri col fratello e la morte
Gli anni seguenti, a partire dal 605, furono segnati dagl scontri armati col fratello Teodeberto II che, manovrato ormai dai nobili austrasiani, fu definito dalla nonna, figlio di un giardiniere.
Nel 610 Teodeberto attaccò Teodorico e, dopo averlo battuto, gli tolse a l'Alsazia (che aveva appena conquistato) e il territorio di Toul, la Champagne attorno a Troyes e la Turgovia.
Ma nel 611, Teodorico fece un patto con Clotario II, affinché non intervenisse nella guerra tra lui e suo fratello, Teodeberto.
Dopo un anno di preparazione, Teodorico II attaccò Teodeberto e lo sconfisse a Toul, poi dato che Teodeberto era riuscito a fuggire, con parte dell'esercito, lo inseguì e lo raggiunse sulle rive della Mosella, a Tolbiac, dove Teodeberto aveva raccolto intorno a sé anche Sassoni e Turingi ma dove fu definitivamente sconfitto (612), nella cruenta battaglia che ne seguì. Allora Teodeberto tentò nuovamente di fuggire, con pochi intimi, ma fu catturatolo a sud di Tolbiac, condotto a Colonia, dove fu portato, senza vesti regali, davanti a Teodorico, che lo inviò in catene a Chalon, dove fu giustiziato, probabilmente fatto uccidere dalla nonna Brunechilde.
Teodorico II divenne così anche re d'Austrasia (612) e finalmente poteva sconfiggere definitivamente Clotario II e conquistare la Neustria.
Ma, mentre si accingeva a riprendere la lotta contro Clotario II, morì, per la dissenteria, a Metz, lasciando il regno al figlio maggiore Sigeberto II, che si accingeva a governare sotto la reggenza di Brunechilde ma che venne tradito dai nobili e dal clero austrasiani che, guidati da Pipino di Landen e da Arnolfo di Metz, lo consegnarono a Clotario II.

## Matrimoni e discendenza
Nel 607, Teodorico aveva inviato i suoi ministri nella penisola iberica, per chiedere in sposa, Ermenberga, la figlia del re dei Visigoti, Viterico, che fu condotta in Austrasia, con una ricca dote, ma il matrimonio non fu mai consumato, a causa della nonna e della sorella, Teodila, che convinsero Teodorico a più riprese a rinviare la data delle nozze e dopo circa un anno, Ermenberga fu rinviata al padre, senza la dote. 
Nonostante non abbia avuto figli dalla moglie, Teodorico ebbe quattro figli da diverse amanti:
- Sigeberto (602- 613), re d'Austrasia e di Burgundia
- Childeberto (603- dopo il 613), la sua nascita è citata nel Chronicum di Fredegario[16], fu l'unico dei figli di Teodorico che scampò alla cattura dopo la sconfitta di suo fratello Sigeberto II[17]
- Corbus (604- 613), la sua nascita è citata nel Chronicum di Fredegario[16], fu ucciso dopo la sconfitta di suo fratello Sigeberto II[17]
- Meroveo (606- dopo il 613), la sua nascita è citata nel Chronicum di Fredegario[18], fu catturato da Clotario II, dopo la sconfitta di suo fratello Sigeberto II, ma fu graziato da Clotario II, che lo inviò segretamente in Neustria, dove visse diversi anni sotto la protezione del conte Ingobado[17].

## Ascendenza
|                |   |            | Genitori |  |  | Nonni |  |  | Bisnonni   |  |  | Trisnonni  |  |
|                |   |            |          |  |  |       |  |  | Clotario I |  |  | Clodoveo I |  |
|                |   |            |          |  |  |       |  |  | Clotario I |  |  | Clodoveo I |  |
|                |   | Clotilde   |          |  |  |       |  |  | Clotario I |  |  |            |  |
| Sigeberto I    |   |            |          |  |  |       |  |  | Clotario I |  |  |            |  |
|                |   | Ingonda    | …        |  |  |       |  |  |            |  |  |            |  |
|                |   | Ingonda    | …        |  |  |       |  |  |            |  |  |            |  |
|                |   | Ingonda    | …        |  |  |       |  |  |            |  |  |            |  |
| Childeberto II |   | Ingonda    |          |  |  |       |  |  |            |  |  |            |  |
|                |   | Atanagildo | …        |  |  |       |  |  |            |  |  |            |  |
|                |   | Atanagildo | …        |  |  |       |  |  |            |  |  |            |  |
|                |   | Atanagildo | …        |  |  |       |  |  |            |  |  |            |  |
| Brunechilde    |   | Atanagildo |          |  |  |       |  |  |            |  |  |            |  |
|                |   | Gosvinta   | …        |  |  |       |  |  |            |  |  |            |  |
|                |   | Gosvinta   | …        |  |  |       |  |  |            |  |  |            |  |
|                |   | Gosvinta   | …        |  |  |       |  |  |            |  |  |            |  |
| Teodorico II   |   | Gosvinta   |          |  |  |       |  |  |            |  |  |            |  |
|                | … | …          |          |  |  |       |  |  |            |  |  |            |  |
|                | … | …          |          |  |  |       |  |  |            |  |  |            |  |
|                | … | …          |          |  |  |       |  |  |            |  |  |            |  |
| …              | … |            |          |  |  |       |  |  |            |  |  |            |  |
|                |   | …          | …        |  |  |       |  |  |            |  |  |            |  |
|                |   | …          | …        |  |  |       |  |  |            |  |  |            |  |
|                |   | …          | …        |  |  |       |  |  |            |  |  |            |  |
| Faileuba       |   | …          |          |  |  |       |  |  |            |  |  |            |  |
|                |   | …          | …        |  |  |       |  |  |            |  |  |            |  |
|                |   | …          | …        |  |  |       |  |  |            |  |  |            |  |
|                |   | …          | …        |  |  |       |  |  |            |  |  |            |  |
| …              |   | …          |          |  |  |       |  |  |            |  |  |            |  |
|                |   | …          | …        |  |  |       |  |  |            |  |  |            |  |
|                |   | …          | …        |  |  |       |  |  |            |  |  |            |  |
|                |   | …          | …        |  |  |       |  |  |            |  |  |            |  |
|                |   | …          |          |  |  |       |  |  |            |  |  |            |  |

### Fonti primarie
- (LA)  Gregorio di Tours, Historia Francorum Testo disponibile su Wikisource.
- (LA)  Paolo Diacono, Historia Langobardorum Testo disponibile su Wikisource[collegamento interrotto].
- (LA)  Fredegario, FREDEGARII SCHOLASTICI CHRONICUM CUM SUIS CONTINUATORIBUS, SIVE APPENDIX AD SANCTI GREGORII EPISCOPI TURONENSIS HISTORIAM FRANCORUM.

### Letteratura storiografica
- Christian Pfister, La Gallia sotto i Franchi merovingi. Vicende storiche, in Storia del mondo medievale - Vol. I, Cambridge, Cambridge University Press, 1978,  pp. 688-711.
- L.M. Hartmann e W.H. Hutton, L'Italia e l'Africa imperiali: amministrazione. Gregorio Magno, in Storia del mondo medievale - Vol. I, Cambridge, Cambridge University Press, 1978,  pp. 810-853.